# Сергеј Жигалко
Сергеј Жигалко (блр. Сяргей Жыгалка, Syarheĭ Zhyhalka; рођен 28. марта 1989) је белоруски шаховски велемајстор и троструки национални шампион. Он је такође био шампион Европе и света у својој старосној категорији. Жигалко је учестовао на светском ФИДЕ Купу у 2007, 2011, 2015. и 2017. години.

## Каријера
Жигалко је победио у групи до 14 година на Европском омладинском шаховском првенству и Светском омладинском шаховском првенству у 2003. години, и у групи до 18 година на Европском омладинском шаховском првенству у 2006. години. 
У 2007. години, учествовао је на ФИДЕ светском Купу први пут као један од пет играча које је номиновао председник ФИДЕ и испао у првом колу од Кришнана Сашикирана. У 2009. години, Жигалко је био други у тај брејку на Светском јуниорском шаховском првенству иза Максима Вишје-Лаграва. Освојио је Белоруски Шаховски шампионат у 2009, 2012. и 2013. години.
Поделио је пето место  2011. на појединачном Првенству Европе у шаху што му је донело место на светском Купу , одржаном те године. Он је изгубио у првом колу од Антона Филипова. Жигалко је освојио Отворено првенство у Бакуу 2011. и 2012. године.
На Светском купу 2015 он је дошао до другог круга, победивши Ивана Букавшина у првом колу и био елиминисан од Веселина Топалова. У 2017  је изгубио у првом колу од Јурија Кузубова. Исте године Жигалко је освојио Европски првенство у брзопотезном шаху у Катовицама, Пољска.

### Екипна такмичења
Жигалко је играо за репрезентацију Белорусије на шаховској Олимпијади, Екипном првенству света у шаху, Екипном првенству Европске у шаху и на дечјој Шаховској олимпијади. На Европском клупском првенству, освојио је екипну бронзану медаљу у 2010. години играјући за украјински тим A DAN DZO & PGMB из Черниговског и појединачну златну медаљу у 2013. години, на трећој табли за PGMB из Ростов-на-Дону.

## Лични живот
Његов брат је велемајстор Андреј Жигалко.